# Пудин, Александр Иванович
Алекса́ндр Ива́нович Пу́дин (род. 16 января 1958, с. Мордовский Пимбур, Мордовия) — советский и российский драматург, поэт и публицист, театральный и общественный деятель. Заслуженный деятель искусств России. Народный писатель Республики Мордовия. Лауреат премии города Москвы. Лауреат Государственных премий Республики Мордовия. Государственный советник Российской Федерации 3 класса. Почетный гражданин Зубово-Полянского района Республики Мордовия. Член экспертной комиссии по вопросам театра Общественного Совета Министерства культуры России.

## Биография
Окончил с красным дипломом Саранский техникум электронных приборов, затем — Московский литературный институт им. А. М. Горького. Учился на отделении поэзии у выдающегося русского советского поэта, лауреата Ленинской премии, Героя социалистического труда Егора Исаева, затем — у Валентина Сидорова. Автор сборников стихов, переводов.
Работал редактором книжного издательства, литконсультантом Союза писателей, режиссёром-постановщиком Тамбовского облдрамтеатра им. А. В. Луначарского, художественным руководителем и директором Мордовского национального театра, директором Российского государственного «Театра на Покровке» под руководством Сергея Арцибашева, пресс-секретарём Главы Республики Мордовия, главным редактором газеты «Известия Мордовии», советником первого заместителя Мэра Москвы по социальным вопросам Л. И. Швецовой, советником заместителя Председателя Государственной Думы России Л. И. Швецовой, художественным руководителем-директором Ростовского академического театра драмы им. М. Горького.
В 1975 году в журнале «Мокша» вышла его первая поэтическая публикация. Стихи и переводы печатались в журналах «Дружба народов», «Молодая гвардия», в «Литературной газете». Ряд стихотворных текстов А. И. Пудина переложен на музыку, они стали популярными песнями, ораториями.
В 32 года стал заслуженным писателем Мордовской ССР. Член Союза писателей СССР (затем — России), член Союза театральных деятелей России. Являлся членом Совета национальностей Союза театральных деятелей России.
С 1989 года — один из основателей Мордовского национального театра, его художественный руководитель и директор. Именно в его бытность руководителем национальный театр удостоился первых профессиональных успехов, признания у зрителей и театральной общественности России. Открытие театра состоялось 1 августа 1989 года одним из лучших произведений драматурга — пьесой «Анахореты или угол для сирот»(режиссёр В. Черменев).
Небезуспешно и сам выступал в качестве режиссёра-постановщика.
Публицист, общественный деятель.
В МГУ им. Н. П. Огарева с 1999 года читается спецкурс по его драматургии. Путь в литературу А. И. Пудину открыл народный поэт Мордовии Илья Девин. Крестными в драматургии считает Валентину Федорову, Валерия Тура, Олега Пивоварова, Николая Мирошниченко, Владимира Малягина.
Член редсовета журнала «Театральная жизнь».
В 2005 году PR-руководитель военно-патриотической акции Правительства Москвы «Эшелон Победы» (Москва-Брест-Москва), посвященной 60-летию Великой Победы.
В 2006 году создал собственный Центр поддержки новых социальных инициатив «СоцИнФорум». Под эгидой Центра совместно с Департаментом семейной и молодёжной политики Москвы занимался информационной поддержкой Года ребёнка, был PR-директором презентации Года ребёнка в Штаб-квартире ЮНЕСКО в Париже (2007 год). Затем совместно с Комитетом общественных связей города Москвы издавал журнал «Московский ориентир» (издатель и главный редактор).

## Творчество
С 1987 года активно работает в драматургии. Участник семинаров драматургов в Рузе, в Сочи, в Денвере (штат Колорадо, США). Опубликовал 5 сборников пьес: «В пустом доме люди» (1988 год), «Очаг» (1991 год), «Ой, куница играет» (1998 год), «Назад, к победам!» (2007 год), «Дом на Фрунзенской» (2009 год). Пьесы периодически печатаются в журнале «Современная драматургия».
В декабре 2007 года издал 3-томное собрание сочинений, куда вошли 23 пьесы. Издание сопровождают вступительные статьи, а также справочные материалы о судьбе каждого произведения.
Всего драматургом написано  80 полноактных пьес. Первая его театральная постановка — пьеса «В пустом доме люди» — состоялась в 1988 году в Русском драматическом театре Мордовской АССР (режиссёр С. Арцибашев).
В театрах страны в разные годы шли или идут пьесы «В пустом доме люди», «Анахореты или Угол для сирот», «Очаг», «Дон Стефано», «Ой, куница играет», «Эренгер», «Жизнь Василия Фивейского», «Завтра — Агавайрем» и другие. Пьесы «В пустом доме люди», «Анахореты или Угол для сирот», «Очаг» переводились и ставились на языках народов СССР. Пьеса «В пустом доме люди» была переведена также на итальянский и была поставлена в Риме.
Особой плодотворностью отмечено сотрудничество драматурга с Марийским национальным театром им. Шкетана, возглавляемым Василием Пектеевым: на марийской сцене игрались сразу 6 пьес Пудина. Пьеса «Очаг» в постановке Марийского национального театра им. Шкетана (режиссёр В. Пектеев) получила Гран-При на Международном фестивале театров финно-угорских народов.
В 1991 году признан лучшим финно-угорским драматургом.
В 1989 году А. И. Пудин написал пьесу по мотивам повести А. И. Солженицына «Один день Ивана Денисовича», которая привлекла к себе внимание МХАТ им. Горького и его руководителя народной артистки СССР Татьяны Васильевны Дорониной. Драматург смог провести пьесу через цензуру, «залитовать» её, однако театр не смог получить согласия Александра Исаевича. Пьеса в 1990 году была поставлена в Читинском облдрамтеатре, но через некоторое время, после успешного проката, драматург по требованию А. И. Солженицына снял постановку.
В 1995 году состоялась мировая премьера пьесы «Четвертая Сибелиуса» на Международном театральном фестивале в Тампере (Финляндия). Работа получила положительные отзывы во всех крупных финских изданиях, в том числе — в ведущей газете Финляндии «Helsinkin sanomat».
9 октября 2008 года в Московском « Театре на Покровке» поставлена комедия А. Пудина «Дом на Фрунзенской» (режиссёр — художественный руководитель театра, народный артист России, лауреат Государственных премий России Сергей Арцибашев).
4 декабря 2009 года в Московском академическом театре им Вл. Маяковского состоялась премьера спектакля по пьесе  Пудина «Рубеж» в постановке Сергея Арцибашева и Александра Блинова.
14 сентября 2018 года в Московском «Театре на Покровке» состоялась премьера спектакля "Один день Ивана Денисовича" по одноимённой пьесе А. Пудина в постановке Геннадия Шапошникова. Работа приурочена к 100-летию со дня рождения лауреата Нобелевской премии А. И. Солженицына. На спектакле присутствовала вдова писателя Н. Д. Солженицына.
24 ноября 2012 года А. Пудин вышел на подмостки в качестве драматического артиста, сыграв главную роль — легендарного летчика Михаила Девятаева в моноспектакле по своей пьесе «Михаил Девятаев. Последний круг над адом». Спектакль был представлен в кинозале Мордовского государственного педагогического университета им. М. Евсевьева. Драматург выступил также в качестве режиссёра-постановщика и художника-постановщика спектакля. 
23 октября 2022 года в Вологодском драматическом театре состоялась премьера спектакля "«Привычное дело» («История Ивана Африкановича Дрынова в его видениях»), где А.Пудин выступил в качестве автора пьесы и режиссера-постановщика. Спектакль пользуется  успехом на Вологодчине, показан на сцене Малого театра в Москве и театра "Балтийский Дом" в Санкт-Петербурге, в Иркутске в рамках II Всероссийского театрального фестиваля им. В.Г. Распутина (2024 г).
Снимался в эпизодических ролях в киносериалах «Тренер», «Мосгаз» («Катран»),  «Училки в законе-2», «Чемпион мира» и другие.
В последние годы входит в состав жюри Международного театрального фестиваля "Золотой Витязь".
Член Жюри Национальной театральной премии "Золотая Маска".

## Ростовский академический театр драмы имени Максима Горького
С именем Александра Пудина связываются новые яркие страницы в творческой жизни Ростовского академического театра драмы имени М. Горького. За 3 года руководства этим коллективом созданы спектакли, которые определили новый вектор его развития. А. Пудин вернул в репертуар театра донскую литературу, которая подчеркнула самобытность и неповторимость ростовской драмы. Он выступил автором идеи, художественным руководителем и продюсером самой масштабной постановки в истории донского театра — «Донской театральной трилогии». Началом трилогии послужил спектакль «Тихий Дон» по роману М. Шолохова в постановке режиссёра, лауреата премии «Золотая маска» Геннадия Шапошникова. Постановка наряду с арцибашевской «Женитьбой» стала подлинной визитной карточкой театра и всего Дона. Ростовский «Тихий Дон» дважды с оглушительным успехом был показан на сцене прославленного Малого театра, завоевал Гран-при XIII Международного театрального фестиваля «Золотой Витязь».
Яркой, наполненной национальным колоритом и подлинными человеческими чувствами, стала постановка спектакля «Цыган» по одноимённому роману донского писателя А. Калинина. Спектакль стал второй частью «Донской театральной трилогии».
19 июля 2016 года Распоряжением Председателя Правительства России Д. Медведева Ростовскому академическому театру драмы имени М. Горького присуждена Премия Правительства России имени Федора Волкова «за вклад в развитие театрального искусства Российской Федерации». Руководителю театра А.Пудину присужден знак отличия «За заслуги перед городом Ростовом-на-Дону».
5 мая 2017 года в театре состоялась премьера спектакля «Матерь человеческая» Виталия Закруткина. Этой постановкой театр завершил работу над «Донской театральной трилогией».
14-16 сентября 2017 года «Донская театральная трилогия» с огромным успехом была представлена на исторической сцене Малого театра в Москве.

## Награды и премии
Творческая и профессиональная деятельность А. Пудина отмечена многими наградами.
Александр Пудин:
- лауреат премии Ленинского Комсомола Мордовии (1988 год, пьеса «В пустом доме люди»);
- лауреат журнала «Театральная жизнь» (1989 год, за трилогию «В пустом доме люди», «Анахореты или Угол для сирот», «Очаг»);
- лауреат Всесоюзного конкурса драматургов им. А. Вампилова (1989 год, Сочи, драма «Орда»);
- лауреат Международного фестиваля театров финно-угорских народов (1991 год, Ижевск, звание лучшего финно-угорского драматурга);
- почетное звание «Заслуженный писатель Мордовской ССР» (1991 год);
- лауреат Всероссийского конкурса драматургов «Возрождение России» (1995 год, пьеса "Хуторок ");
- лауреат Государственной премии Мордовии (1996 год, за пьесы «Ой, куница играет», «Четвертая Сибелиуса», «Хуторок», «Дон Стефано», «Орда»);
- лауреат Всероссийского конкурса драматургов «Долг. Честь. Достоинство» (2002 год, пьеса «Христос здесь, но это ещё не конец»);
- лауреат Всероссийского конкурса драматургов «Мы дети твои, Россия» (2002 год, пьеса «Вечный Странник» (по мотивам Библии для детей);
- лауреат Всероссийского конкурса драматургов «Факел памяти» (2005 год, пьеса «Рубеж»);
- дипломант Открытого конкурса драматургов «Драматургия Добра» (2006 год, пьеса «Рубеж»);
- лауреат Всероссийского конкурса драматургов «Долг. Честь. Достоинство.» (2006 год, пьеса «Красная амазонка»);
- лауреат Государственной премии Мордовии (2008 год, за большой вклад в развитие национальной культуры и драматургии);
- лауреат премии города Москвы (2008 год, за большой вклад в области журналистики);
- лауреат Всероссийского конкурса драматургов «Долг. Честь. Достоинство» (2008 год, пьеса «Царь Петр Алексеев»);
- лауреат Всероссийского конкурса драматургов «Факел памяти» (2010 год, пьеса «Последний круг над адом»).
- лауреат Всероссийского конкурса драматургов «Мы дети твои, Россия» (2011 год, пьеса «Жила-была девочка»);
- почетное звание «Заслуженный деятель искусств Российской Федерации» (2011 год).
- медаль «За заслуги. В ознаменование 1000-летия единения мордовского народа с народами Российского государства»(2012 год);
- знак отличия «За заслуги перед городом Ростовом-на-Дону» (2016 год).
- медаль «100-летие А. В. Калинина» (2016 год).
- медаль 80-летие Ростовской области "2017 год).
- лауреат XV Международного театрального фестиваля «Золотой витязь» (Москва) — приз «Серебряный витязь» и 3 Золотых Диплома (режиссура, драматургия, сценография) за спектакль «Сталин. Часовщик» (режиссёр А.Пудин), 2017 год.
- Народный писатель Республики Мордовия (2018 год).
- Почетный гражданин Зубово-Полянского района Республики Мордовия (2018 год).
- Главный приз XII Международного Славянского литературного форума - "Золотой Витязь", Золотой Диплом" (2021 год, номинация "драматургия", пьеса "Последняя зима").

За большой вклад в развитие мордовской национальной культуры и искусства, искусства Донского края награждён:
- Почетной Грамотой Республики Мордовия;
- Почетными Грамотами Государственного Собрания Республики Мордовия;
- Благодарностью Ассоциации финно-угорских народов России;
- Благодарственным письмом Губернатора Ростовской области;
- Благодарностью Главы Администрации города Ростова-на-Дону;
- Благодарностью Оргкомитета по подготовке основных мероприятий, связанных с празднованием 60-летия Победы в Великой Отечественной войне 1941—1945 гг. с участием глав иностранных государств и официальных делегаций;
- Благодарностью Оргкомитета по подготовке основных мероприятий, связанных с празднованием 70-летия Победы в Великой Отечественной войне 1941—1945 годов.

«За труды во славу святой Церкви» награждён:
- медалью святого благоверного князя Даниила Московского (высокую награду вручил епископ Саранский и Мордовский Варсонофий (ныне — митрополит, Управляющий Делами Московской Патриархии, председатель наградной комиссии Русской Православной Церкви);
- Архиерейской Грамотой.

```
 В 2012 году был номинирован на Государственную премию России в области литературы и искусства.
```

## Пьесы
• В пустом доме люди
- Последняя зима poslednyaya_zima.doc (недоступная ссылка)
- Рубеж
- Ну, и где тут наша покойница
- Милые. светлые. Нежные
- Золотая ветвь
- Последний круг над адом
- Красная амазонка
- Назад, к победам!
- Гранд-отель
- Вечный странник
- За честной смертью(Тарас Бульба)
- Христос здесь, но это ещё не конец
- Русалочка
- Рашка (Хоть пес — лишь бы яйца нёс